# Leptothorax rutilans
Leptothorax rutilans är en myrart som beskrevs av Kempf 1958. Leptothorax rutilans ingår i släktet smalmyror, och familjen myror. Inga underarter finns listade i Catalogue of Life.